# Vizcondado de Bahía Honda de la Real Fidelidad
El vizcondado de Bahía Honda de la Real Fidelidad es un título nobiliario español creado por Real Decreto el 20 de abril de 1856 y Real Despacho el 12 de junio de 1856, por la reina Isabel II a favor de José Manuel Hurtado de Zaldívar y Heredia.  El título fue segregado del vizcondado previo de Bahía Honda de la Real Fidelidad otorgado el 8 de agosto de 1796 por el rey Carlos IV al primer conde de Zaldívar, José Manuel Zaldívar y Murguía.

## Vizcondado de Bahía Honda de la Real Fidelidad
|                        | Titular                                          | Periodo                |
| Creación por Isabel II | Creación por Isabel II                           | Creación por Isabel II |
| ---------------------- | ------------------------------------------------ | ---------------------- |
| I                      | José Manuel Hurtado de Zaldívar y Heredia        | 1856-1892              |
| II                     | María del Carmen Hurtado de Zaldívar y Heredia   | 1892-1920              |
| III                    | Carlos Andrés de Salamanca y Hurtado de Zaldívar | 1920-1957              |
| IV                     | Isabel de Salamanca y Caro                       | 1957-1987              |
| V                      | María Isabel Menchaca y Salamanca                | 1990-actual titular    |

## Historia de los vizcondes de Bahía Honda de la Real Fidelidad
- José Manuel Hurtado de Zaldívar y Heredia (25 de julio de 1849-¿?),  I vizconde de Bahía Honda de la Real Fidelidad,[2] hijo de José Manuel Hurtado de Zaldívar y Fernández de Villavicencio, IV conde de Zaldívar, I vizconde de Portocarrero (1856), II marqués de Villavieja, (1845) senador del Reino, Gran Cruz y Collar de la Orden de Carlos III y gentilhombre de cámara de S.M. con ejercicio y servidumbre,[1] y de su esposa, Isabel Heredia Livermore, dama de la reina y de la Banda de la Orden de María Luisa,[1] hija de Manuel Agustín Heredia y de Isabel Livermore Salas.[3]

Se casó con Isabel Soriano y Gaviria.  Sin descendencia, en 10 de septiembre de 1894, le sucedió su hermana:
- María del Carmen Hurtado de Zaldívar y Heredia, (Málaga, 31 de enero de 1851-13 de noviembre de 1925), II vizcondesa de Bahía Honda de la Real Fidelidad[1] y V condesa de Zaldívar.[4][1]

Se casó con Fernando Salamanca Livermore, II marqués de Salamanca (1883), III conde de los Llanos (1883), grande de España. En 18 de febrero de 1920 por cesión, le sucedió su hijo:
- Carlos Andrés de Salamanca y Hurtado de Zaldívar, (Bayona, Francia, 23 de agosto de 1887-27 de agosto de 1975),[5] III vizconde de Bahía Honda de la Real Fidelidad,[2]  VI conde de Zaldívar,[4] IV marqués de Salamanca (1955) y IV conde de los Llanos (1955).[5]

Se casó en primeras nupcias el 5 de noviembre de 1919 con Isabel Caro Guillamás y en segundas con Margarita Varela Martorell. En 15 de febrero de 1957 por distribución, le sucedió su hija del primer matrimonio:
- Isabel de Salamanca y Caro (m. 26 de agosto de 1987),[6] IV vizcondesa de Bahía Honda de la Real Fidelidad.[2]

Se casó con Antonio Menchaca Careaga. En 25 de octubre de 1990 le sucedió su hija:
- María Isabel Menchaca y Salamanca, V vizcondesa de Bahía Honda de la Real Fidelidad.[2][7]

Casada con Jorge Juste, padres de María y Estefanía Juste y Menchaca.